# Alain Lemieux
Pour les articles homonymes, voir Lemieux.
Alain Lemieux (né le 24 mai 1961 à Montréal dans la province de Québec au Canada) est un joueur professionnel de hockey sur glace. Malgré une carrière professionnelle de près de 18 ans, il est surtout connu pour être le frère aîné de Mario Lemieux.

## Carrière en club
Il commence sa carrière dans la Ligue de hockey junior majeur du Québec avec les Saguenéens de Chicoutimi en 1978 mais va finir la saison avec le Canadien junior de Montréal. Finalement, la saison suivante il revient jouer avec Chicoutimi et lors de l'été 1980, il participe au repêchage d'entrée dans la Ligue nationale de hockey. Choisi par les Blues de Saint-Louis en tant que 96e choix (cinquième ronde), il va jouer encore une saison dans la LHJMQ. Il commence la saison avec Chicoutimi puis rejoint les Draveurs de Trois-Rivières pour les séries. À l'issue de celles-ci, l'équipe est éliminée en finale mais Lemieux remporte tout de même le trophée Guy-Lafleur du meilleur joueur des séries.
Il fait ses débuts dans la LNH au cours de trois matchs de la saison 1981-1982 des Blues. Il passe le restant de la saison dans la Ligue centrale de hockey. Il ne parvient pas à se faire une place dans la LNH et passe la majeure partie de son temps dans les ligues mineures (Ligue américaine de hockey, Ligue centrale de hockey ou encore Ligue internationale de hockey). Avec les Blues, il joue aux côtés de Perry Turnbull et de Wayne Babych.
En janvier 1984, les Nordiques de Québec le récupèrent en retour de Luc Dufour. Ses débuts avec les Nordiques se passent bien mais il joue tout de même la saison 1985-1986 dans la LAH avec l'Express de Fredericton. En décembre 1986, il rejoint en tant qu'agent libre l'équipe de son frère, les Penguins de Pittsburgh. Il passe toute la saison dans la LAH à part une apparition sous le maillot jaune et noir. Ce soir là, Mario ne joue pas le match et Alain porte le numéro 11 après que le préparateur de maillot lui ait proposé de porter le 33 puisqu'étant « à moitié bon comme son frère ».
Pour sa fin de carrière, il connaît plusieurs clubs professionnels en Amérique du Nord et également en Europe. Il prend sa retraite en 1991, avant de jouer huit rencontre avec les Gila Monsters de Tucson en WCHL au cours de la saison 1997-1998.

### Trophées et honneurs personnels
- Ligue de hockey junior majeur du Québec
  - 1981 - Sélectionné dans la seconde équipe type de la saison et trophée Guy-Lafleur
- Ligue américaine de hockey
  - 1987 - Sélectionné dans la seconde équipe type de la saison

## Statistiques
| Saison       | Équipe                      | Ligue        |     | Saison régulière | Saison régulière | Saison régulière | Saison régulière | Saison régulière |    | Séries éliminatoires | Séries éliminatoires | Séries éliminatoires | Séries éliminatoires | Séries éliminatoires |
| Saison       | Équipe                      | Ligue        | PJ  | B                | A                | Pts              | Pun              | PJ               | B  | A                    | Pts                  | Pun                  |                      |                      |
| 1978-1979    | Saguenéens de Chicoutimi    | LHJMQ        | 31  | 15               | 27               | 42               |                  | -                | -  | -                    | -                    | -                    |                      |                      |
| 1978-1979    | Canadien junior de Montréal | LHJMQ        | 39  | 7                | 5                | 12               | 2                | -                | -  | -                    | -                    | -                    |                      |                      |
| 1979-1980    | Saguenéens de Chicoutimi    | LHJMQ        | 72  | 47               | 95               | 142              | 36               | -                | -  | -                    | -                    | -                    |                      |                      |
| 1980-1981    | Saguenéens de Chicoutimi    | LHJMQ        | 1   | 0                | 0                | 0                | 2                | -                | -  | -                    | -                    | -                    |                      |                      |
| 1980-1981    | Draveurs de Trois-Rivières  | LHJMQ        | 69  | 68               | 98               | 166              | 62               | -                | -  | -                    | -                    | -                    |                      |                      |
| 1981-1982    | Golden Eagles de Salt Lake  | LCH          | 74  | 41               | 42               | 83               | 61               | 10               | 6  | 4                    | 10                   | 14                   |                      |                      |
| 1981-1982    | Blues de Saint-Louis        | LNH          | 3   | 0                | 1                | 1                | 0                | -                | -  | -                    | -                    | -                    |                      |                      |
| 1982-1983    | Golden Eagles de Salt Lake  | LCH          | 29  | 20               | 24               | 44               | 35               | -                | -  | -                    | -                    | -                    |                      |                      |
| 1982-1983    | Blues de Saint-Louis        | LNH          | 42  | 9                | 25               | 34               | 18               | 4                | 0  | 1                    | 1                    | 0                    |                      |                      |
| 1983-1984    | Magic du Montana            | LCH          | 38  | 28               | 41               | 69               | 36               | -                | -  | -                    | -                    | -                    |                      |                      |
| 1983-1984    | Indians de Springfield      | LAH          | 14  | 11               | 14               | 25               | 18               | 4                | 0  | 3                    | 3                    | 2                    |                      |                      |
| 1983-1984    | Blues de Saint-Louis        | LNH          | 17  | 4                | 5                | 9                | 6                | -                | -  | -                    | -                    | -                    |                      |                      |
| 1984-1985    | Rivermen de Peoria          | LIH          | 2   | 1                | 0                | 1                | 0                | -                | -  | -                    | -                    | -                    |                      |                      |
| 1984-1985    | Blues de Saint-Louis        | LNH          | 19  | 4                | 2                | 6                | 0                | -                | -  | -                    | -                    | -                    |                      |                      |
| 1984-1985    | Nordiques de Québec         | LNH          | 30  | 11               | 11               | 22               | 12               | 14               | 3  | 3                    | 6                    | 0                    |                      |                      |
| 1985-1986    | Express de Fredericton      | LAH          | 64  | 29               | 45               | 74               | 54               | 5                | 5  | 2                    | 7                    | 5                    |                      |                      |
| 1985-1986    | Nordiques de Québec         | LNH          | 7   | 0                | 0                | 0                | 2                | 1                | 1  | 2                    | 3                    | 0                    |                      |                      |
| 1986-1987    | HC Olten                    | LNA          | 3   | 0                | 2                | 2                | 2                | -                | -  | -                    | -                    | -                    |                      |                      |
| 1986-1987    | Skipjacks de Baltimore      | LAH          | 72  | 41               | 56               | 97               | 62               | -                | -  | -                    | -                    | -                    |                      |                      |
| 1986-1987    | Penguins de Pittsburgh      | LNH          | 1   | 0                | 0                | 0                | 0                | -                | -  | -                    | -                    | -                    |                      |                      |
| 1987-1988    | Skipjacks de Baltimore      | LAH          | 16  | 2                | 14               | 16               | 4                | -                | -  | -                    | -                    | -                    |                      |                      |
| 1987-1988    | Bears de Hershey            | LAH          | 20  | 8                | 10               | 18               | 10               | -                | -  | -                    | -                    | -                    |                      |                      |
| 1987-1988    | Indians de Springfield      | LAH          | 15  | 7                | 10               | 17               | 4                | -                | -  | -                    | -                    | -                    |                      |                      |
| 1988-1989    | Ice d'Indianapolis          | LIH          | 29  | 18               | 26               | 44               | 90               | -                | -  | -                    | -                    | -                    |                      |                      |
| 1988-1989    | Kärpät Oulu                 | SM-liiga     | 16  | 4                | 9                | 13               | 16               | -                | -  | -                    | -                    | -                    |                      |                      |
| 1988-1989    | SaiPa Lappeenranta          | SM-liiga     | 5   | 1                | 4                | 5                | 4                | -                | -  | -                    | -                    | -                    |                      |                      |
| 1990-1991    | Choppers d'Albany           | LIH          | 33  | 5                | 36               | 41               | 24               | -                | -  | -                    | -                    | -                    |                      |                      |
| 1990-1991    | Admirals de Milwaukee       | LIH          | 30  | 8                | 21               | 29               | 30               | 6                | 2  | 5                    | 7                    | 12                   |                      |                      |
| 1997-1998    | Gila Monsters de Tucson     | WCHL         | 8   | 5                | 11               | 16               | 24               | -                | -  | -                    | -                    | -                    |                      |                      |
| Totaux LNH   | Totaux LNH                  | Totaux LNH   | 119 | 28               | 44               | 72               | 38               | 19               | 4  | 6                    | 10                   | 0                    |                      |                      |
| Totaux LAH   | Totaux LAH                  | Totaux LAH   | 191 | 87               | 138              | 225              | 136              | -                | -  | -                    | -                    | -                    |                      |                      |
| Totaux LIH   | Totaux LIH                  | Totaux LIH   | 94  | 32               | 83               | 115              | 144              | -                | -  | -                    | -                    | -                    |                      |                      |
| Totaux LCH   | Totaux LCH                  | Totaux LCH   | 141 | 89               | 107              | 196              | 132              | -                | -  | -                    | -                    | -                    |                      |                      |
| Totaux LHJMQ | Totaux LHJMQ                | Totaux LHJMQ | 212 | 137              | 225              | 362              | 107              | 35               | 29 | 44                   | 73                   | 46                   |                      |                      |

## Carrière d'entraîneur
Il connaît une courte carrière d'entraîneur dans l'ECHL en entraînant tout d'abord les Lizard Kings de Jacksonville en 1999-2000 puis les Nailers de Wheeling l'année suivante.